# إل بويرتو دي سانتا ماريا
إل بويرتو دي سانتا ماريا (بالإسبانية: El Puerto de Santa María) هي مدينة تقع في مقاطعة قادس التابعة لمنطقة أندلوسيا جنوب إسبانيا.

## الديموغرافيا
بلغ عدد سكان مدينة إل بويرتو دي سانتا ماريا 89.813 نسمة عام 2023 (وفقاً للمعهد الوطني للإحصاء الإسباني).
| 72.460 | 75.097 | 77.747 | 82.306 | 85.117 | 87.696 | 88.917 | 89.813 |

## توأمة
لإل بويرتو دي سانتا ماريا اتفاقيات توأمة مع كل من:
- كورال غيبلز
- سانتونيا
- كالبي
- هرموبوليس
- الكويرة
- تشكوكو دي مورا [الإنجليزية]‏

## أعلام
- خوان موديستو
- رافائيل ألبرتي
- خوسيه مانويل بينتو
- خواكين سانشيز
- نونو